# Kelombok
Kelombok is een bestuurslaag in het regentschap Lingga van de provincie Riau-archipel, Indonesië. Kelombok telt 278 inwoners (volkstelling 2010).